# CRHBP
La proteína de unión al factor liberador de corticotropina es una proteína que en humanos está codificada por el gen CRHBP.  Pertenece a la familia de proteínas de unión a la hormona liberadora de corticotropina.
La hormona liberadora de corticotropina es un potente estimulador de la síntesis y secreción de péptidos derivados de preopiomelanocortina. Aunque las concentraciones de CRH en la circulación periférica humana son normalmente bajas, aumentan durante el embarazo y disminuyen rápidamente después del parto. La CRH plasmática materna probablemente se origina en la placenta. El plasma humano contiene una proteína de unión a CRH que inactiva la CRH y que puede prevenir la estimulación pituitaria-suprarrenal inapropiada durante el embarazo.